# Circondario di Roma (Regno d'Italia)
Il circondario di Roma era uno dei circondari in cui era suddivisa la provincia di Roma, esistito dal 1870 al 1927.

## Storia
Il circondario di Roma venne istituito nel 1870 come suddivisione della nuova provincia di Roma; il territorio circondariale corrispondeva a quello della vecchia comarca di Roma dello Stato Pontificio.
Nel 1926 venne aggregato al circondario di Roma il territorio del soppresso circondario di Velletri.
Il circondario di Roma fu abolito, come tutti i circondari italiani, nel 1927, nell'ambito della riorganizzazione della struttura statale voluta dal regime fascista.

## Suddivisione
Il circondario si suddivideva nei mandamenti di Roma, Monterotondo, Arsoli, Bracciano, Campagnano di Roma, Castelnuovo di Porto, Frascati, Genazzano, Genzano di Roma, Marino, Palestrina, Palombara Sabina, San Vito Romano, Subiaco, Tivoli.